# Колышев, Евгений Фёдорович
Евгений Фёдорович Колышев (10 декабря 1909, Верхняя Санарка, Оренбургская губерния — 28 апреля 1952, Москва) — советский партийный и государственный деятель, 1-й секретарь Кемеровского обкома ВКП(б) (1946—1951).

## Биография
С 1927 г. член ВКП(б), в 1927—1933 гг. — заместитель начальника отдела культурно-пропагандистской работы Уральского областного комитета Комсомола, в 1933—1938 гг. учился в Институте марксизма-ленинизма в Свердловской области.
С сентября 1937 года — 2-й секретарь, затем секретарь районного комитета ВКП(б) в Свердловской области, с мая 1938 по март 1941 гг. — 3-й секретарь Свердловского областного комитета ВКП(б), в 1941—1942 гг. — секретарь Свердловского обкома ВКП(б) по вопросам агитации и пропаганды.
В 1942—1945 гг. — 1-й секретарь горкома ВКП(б) в Нижнем Тагиле, позже ответственный организатор Управления кадров ЦК ВКП(б). С апреля 1946 года по 24 марта 1951 — 1-й секретарь областного Комитета ВКП(б) в Кемерово, с июля 1951 до смерти — заместитель председателя исполкома облсовета в Кирове.
Похоронен на Ваганьковском кладбище.

### Опала
Секретарь партколлегии при Кемеровском обкоме С. В. Носов усмотревший в деле о самочинном религиозном объединении признаки политического преступления, 25 февраля 1950 сообщил первому секретарю Кемеровского обкома партии Е. Ф. Колышеву, что «под вывеской синагоги <…> скрывается контрреволюционная еврейская националистическая организация». В свою очередь, последний направил эту информацию «по принадлежности» в областное управление МГБ для проведения «оперативных мероприятий на предмет выявления шпионских связей». Уже 1 марта начальник УМГБ Н. Ф. Илясов отчитался «спецсообщением» о результатах выполнения этого поручения. Однако партийный руководитель области не спешил сигнализировать о случившемся в Москву, а попытался «замять» скандал собственными силами. Не предпринимая каких-либо конкретных действий, он ограничился рекомендацией продолжить начатое расследование. Сталинский горком при рассмотрении персональных дел «провинившихся» руководителей КМК подверг их исключению из партии только после нажима «сверху». Однако С. В. Носов неоднократно жаловался М. Ф. Шкирятову, своему непосредственному начальнику по линии КПК при ЦК ВКП(б), что по вине Кемеровского обкома и конкретно Е. Колышева «разоблачение вражеской организации (синагоги в Сталинске) ведётся исключительно медленно». 18 августа 1950 инструктор отдела партийных, профсоюзных и комсомольских органов ЦК ВКП(б) М. Якубович, курировавшего партийные органы на местах, письменно проинформировал секретаря ЦК Г. М. Маленкова о том, что вопросу о нелегальной синагоге в Сталинске Кемеровский обком «до сего времени не придал политического значения <…> и не принял необходимых мер». Тогда же Колышеву позвонил из Москвы заведующий этим отделом Г. П. Громов, заявивший что обком тянет с рассмотрением вопроса о засоренности руководящих кадров на КМК. Приказав Колышеву немедленно прибыть в Москву, М. А. Суслов при встрече с ним в ЦК потребовал: «Дайте объяснение, товарищ Колышев, почему вы просмотрели сионистскую организацию в Сталинске на Кузнецком комбинате?» 2 марта 1951 было принято закрытое постановление ЦК ВКП(б) «О работе Кемеровского обкома ВКП(б)», освободившее Е. Колышева от обязанностей первого секретаря «как не обеспечившего руководство».

## Награды
- Орден Ленина
- Орден Трудового Красного Знамени
- Орден Отечественной Войны II степени
- Орден Красной Звезды